# Jake Forster-Caskey
Jake Dane Forster-Caskey (Southend-on-Sea, 25 april 1994) is een Engels voetballer die bij voorkeur als middenvelder speelt. Hij stroomde in 2012 door vanuit de jeugd van Brighton & Hove Albion.

## Clubcarrière
Forster-Caskey komt uit de jeugdopleiding van Brighton & Hove Albion. Hij debuteerde voor de club op de laatste speeldag van het seizoen 2009/10 tegen Yeovil Town. Op 3 januari 2012 scoorde hij zijn eerste doelpunt voor Brighton tegen Southampton. Op 21 juni 2012 ondertekende hij een verbeterd contract, die hem tot 2015 aan de club bindt. In juni 2012 werd hij zes maanden uitgeleend aan Oxford United, waarvoor hij drie doelpunten scoorde in zestien competitieduels. 

## Interlandcarrière
Forster-Caskey kwam uit voor verschillende Engelse nationale jeugdelftallen. Hij behaalde onder meer zeventien caps in Engeland -17, waarvoor hij één doelpunt scoorde.